# Emily Wamusyi Ngii
Emily Wamusyi Ngii (13 agosto 1986) è una marciatrice keniota.

## Biografia
La sua prima presenza in nazionale keniana assoluta risale al 2010, quando ai campionati africani di atletica leggera di Nairobi si classificò quarta nella marcia 20 km. Lo stesso anno raggiunse anche il sesto posto in classifica ai Giochi del Commonwealth di Delhi. 
Nel 2011, dopo aver conquistato due medaglie d'argento a livello nazionale nella marcia 20 km (ai campionati keniani militari e assoluti), prese parte ai Giochi panafricani di Maputo, dove si classificò quarta sempre nella marcia 20 km.
Tra il 2012 e il 2014 conquistò altre tre medaglie d'argento a campionati nazionali assoluti e una ai campionati keniani militari; nel 2014 fu medaglia d'argento ai campionati africani di Marrakech nella marcia 20 km, e su questa stessa distanza, sempre in Marocco, conquistò il gradino più alto del podio ai Giochi panafricani di Rabat 2019. Sempre nel 2019 si laureò campionessa nazionale assoluta della marcia 10 000 metri, dopo aver conquistato un'altra medaglia d'argento nazionale nella marcia 20 km nel 2018.

## Progressione

### Marcia 20 km
| Stagione | Tempo    | Luogo     | Data      | Rank. Mond. |
| -------- | -------- | --------- | --------- | ----------- |
| 2020     | 1h41'25" | Nairobi   | 5-3-2020  |             |
| 2019     | 1h34'41" | Rabat     | 28-8-2019 |             |
| 2018     | 1h33'56" | Nairobi   | 6-6-2018  |             |
| 2014     | 1h38'12" | Marrakech | 14-8-2014 |             |
| 2013     | 1h37'54" | Nairobi   | 11-5-2013 |             |
| 2012     | 1h38'45" | Nairobi   | 14-6-2012 |             |
| 2011     | 1h40'16" | Nairobi   | 11-6-2011 |             |
| 2010     | 1h44'51" | Nairobi   | 1-8-2010  |             |

## Palmarès
| Anno | Manifestazione          | Sede         | Evento         | Risultato | Prestazione | Note                                     |
| ---- | ----------------------- | ------------ | -------------- | --------- | ----------- | ---------------------------------------- |
| 2010 | Campionati africani     | Nairobi      | Marcia 20 km   | 4ª        | 1h44'51"    | Miglior prestazione personale            |
| 2010 | Giochi del Commonwealth | Delhi        | Marcia 20 km   | 6ª        | 1h49'01"    |                                          |
| 2011 | Giochi panafricani      | Maputo       | Marcia 20 km   | 4ª        | 1h43'28"    |                                          |
| 2014 | Campionati africani     | Marrakech    | Marcia 20 km   | Argento   | 1h38'12"    | Miglior prestazione personale stagionale |
| 2018 | Campionati africani     | Asaba        | Marcia 20 km   | dns       | dns         |                                          |
| 2019 | Giochi panafricani      | Rabat        | Marcia 20 km   | Oro       | 1h34'41"    | Miglior prestazione personale stagionale |
| 2022 | Campionati africani     | Saint Pierre | Marcia 20 km   | Oro       | 1h34'30"    |                                          |
| 2022 | Mondiali                | Eugene       | Marcia 20 km   | 30ª       | 1h37'43"    |                                          |
| 2022 | Giochi del Commonwealth | Birmingham   | Marcia 10000 m | Bronzo    | 43'50"86    | Record africano                          |
| 2023 | Mondiali                | Budapest     | Marcia 20 km   | dnf       | dnf         |                                          |
| 2024 | Giochi panafricani      | Accra        | Marcia 20 km   | Oro       |             |                                          |

## Campionati nazionali
- 1 volta campionessa keniana assoluta della marcia 10 000 metri (2019)

2010
- 4ª ai campionati keniani assoluti, marcia 20 km - 1h57'10"

2011
- Argento ai campionati keniani militari, marcia 20 km - 1h40'16"
- Argento ai campionati keniani assoluti, marcia 20 km - 1h31'54"

2012
- Argento ai campionati keniani assoluti, marcia 20 km - 1h38'45"

2013
- Argento ai campionati keniani militari, marcia 20 km - 1h37'54"
- Argento ai campionati keniani assoluti, marcia 20 km - 1h38'45"

2014
- Argento ai campionati keniani assoluti, marcia 20 km - 1h41'52"

2018
- Argento ai campionati keniani militari, marcia 20 km - 1h33'56"
- Argento ai campionati keniani assoluti, marcia 20 km - 1h34'35"

2019
- Oro ai campionati keniani assoluti, marcia 10 000 m - 48h17'6" m